# Friedrich-Ebert-Straße 99 (Mönchengladbach)

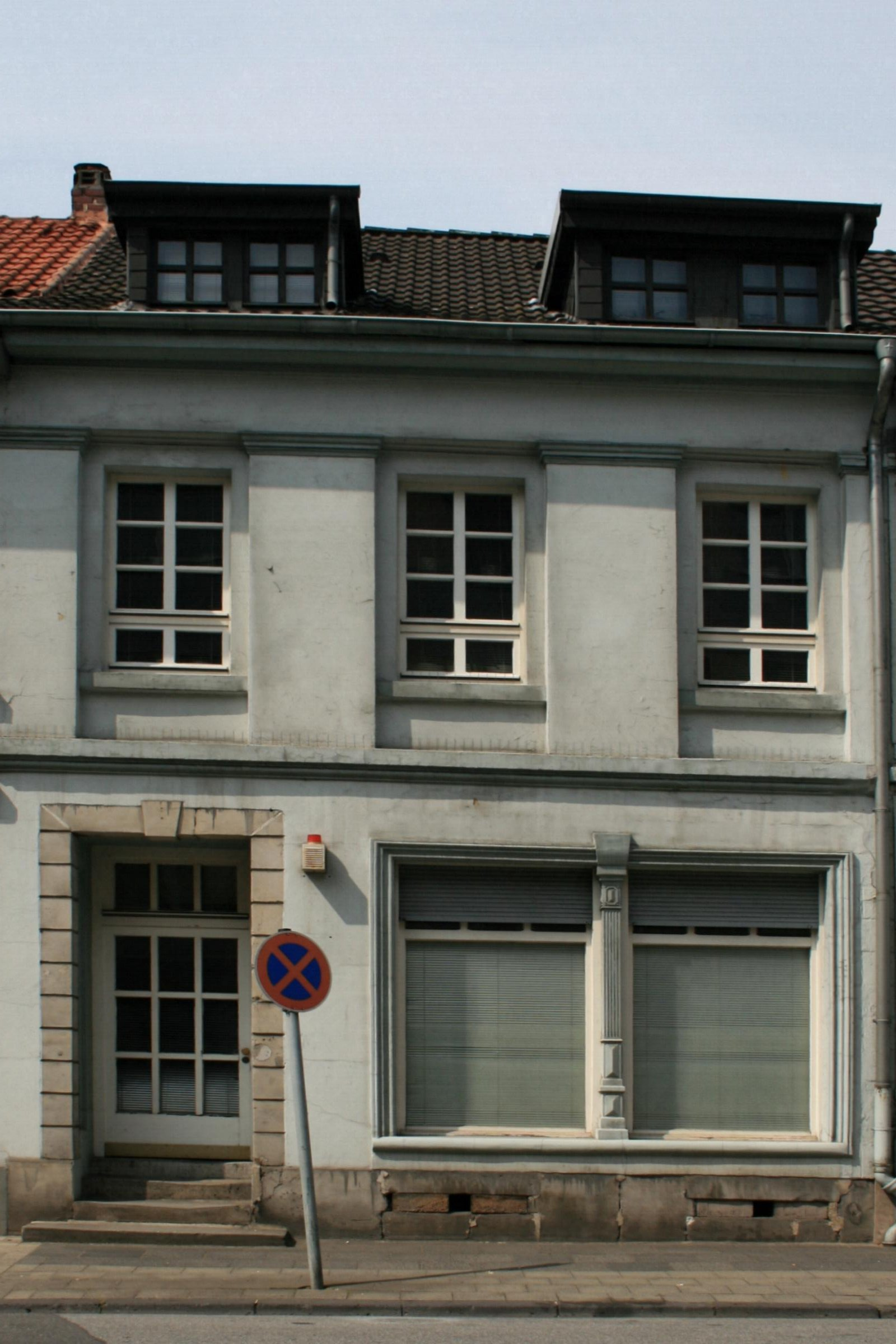
Wohngeschäftshaus (2010)

Das Wohnhaus Friedrich-Ebert-Straße 99 steht im Stadtteil Rheydt in Mönchengladbach (Nordrhein-Westfalen).
Das Gebäude wurde in der zweiten Hälfte des 19. Jahrhunderts erbaut. Es ist unter Nr. F 015 am 2. Juni 1987 in die Denkmalliste der Stadt Mönchengladbach eingetragen worden.

## Architektur
Das zweigeschossige Wohn-Geschäftshaus stammt aus der zweiten Hälfte des 19. Jahrhunderts und schließt mit einem einfachen Satteldach ab.
Das Haus Nr. 99 gehört zu einer Dreiergruppe 97–99–101 und zeigt typisch, wie der Straßenzug in dieser Zeit ausgesehen hat und ist aus diesem Grunde denkmalwert.